# زوری (پاپوش ژاپنی)
زوری(zōri-草履)تلفظ ژاپنی: [d͡zo̞:ɾʲi]نوعی صندل لاانگشتی ژاپنی هست که از کاه برنج، پارچه، چوپ لاک اندود، چرم و لاستیک ساخته می‌شود؛ اگرچه در اغلب موارد و به شیوه غیررسمی برای ساخت زوری از مواد غیرطبیعی و مصنوعی استفاده می‌شود.
پس از جنگ جهانی دوم، سربازان غربی از ژاپن، پاپوش زوری آوردند و دمپایی لاانگشتی امروزی برگرفته از آن هست.
انواع سنتی زوری به همراه پوشش سنتی و کیمونو رسمی پوشیده می‌شود؛ بااینحال نمونه‌های امروزی آن رایج هست و به ویژه در تابستان به همراه البسه امروزی پوشیده می‌شود.

## نگارخانه

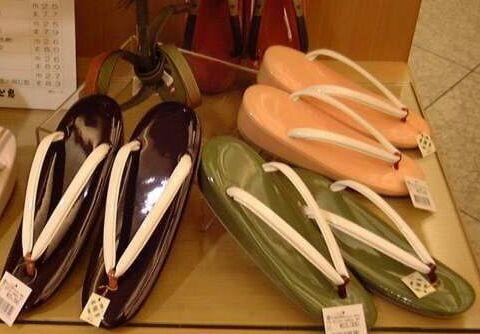
انواع امروزی و رسمی زنانه

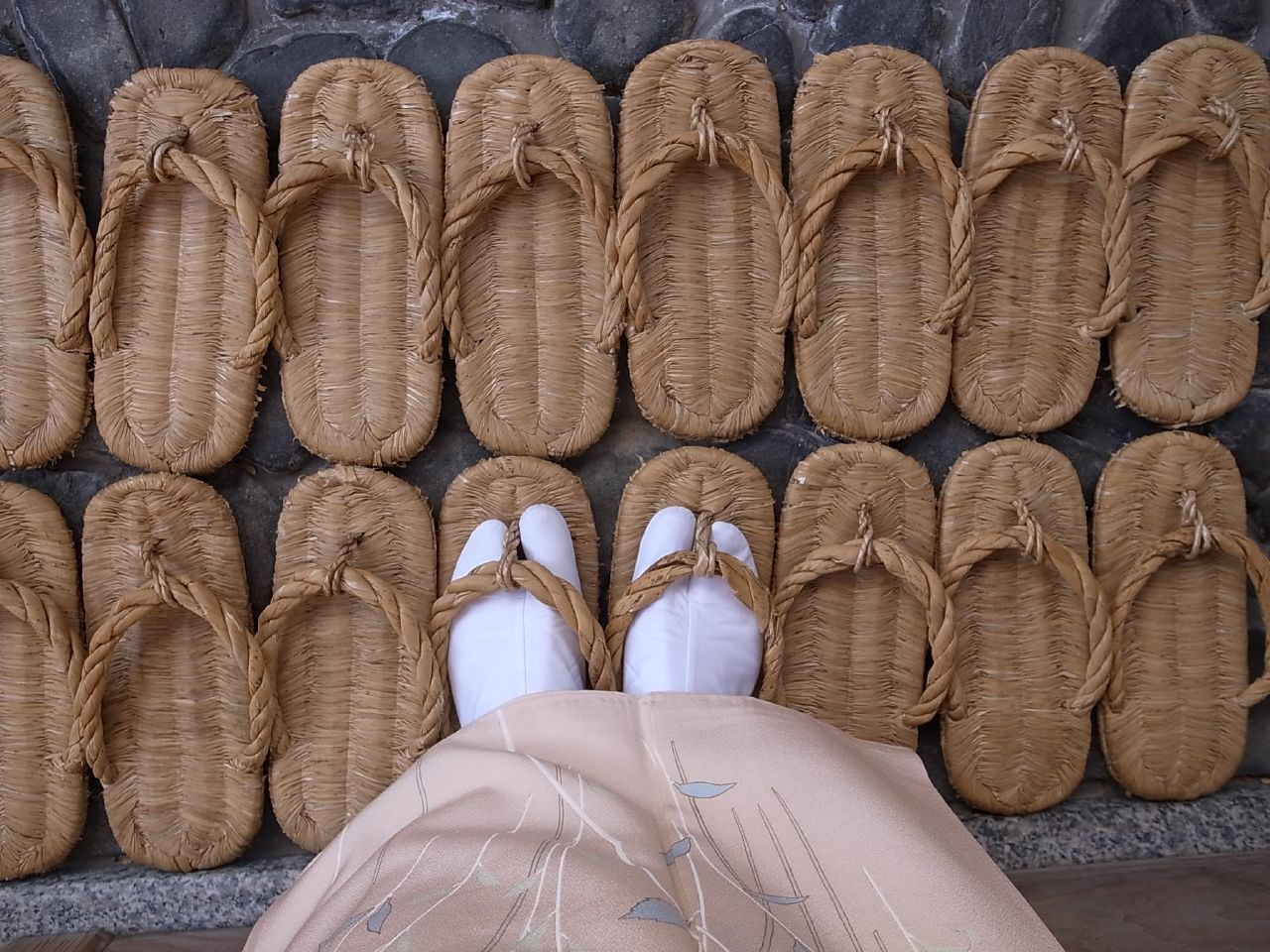
زوری حصیری